# László Mednyánszky
László Mednyánszky (23 de abril de 1852 – 17 de abril de 1919) fue un pintor impresionista húngaro. Nació en Beckó en el Reino de Hungría (hoy Beckov en Eslovaquia).
Su formación de pintor comenzó con el pintor austríaco Thomas Ender, y continuó en la Escuela de Bellas Artes de Múnich y la de París. 
Su trabajo llamó la atención de los conocedores muy tempranamente, cuando Mednyánszky tenía poco más de veinte años. 
Durante su vida viajó por toda Europa, pero volviendo siempre al castillo de su familia en Strážky, en el noreste de Eslovaquia, donde se encontraba su único estudio permanente. Mednyánszky fue homosexual, cultivando relaciones con hombres toda su vida -- la más importante y larga de varias décadas con Bálint Kurdi
Fue pintor de guerra en la Primera Guerra Mundial, de los frentes rusos, serbios e italianos, y en su trabajo abundan las imágenes de guerra. 